# Nerine gibsonii
Nerine gibsonii là một loài thực vật có hoa trong họ Amaryllidaceae. Loài này được K.H.Douglas mô tả khoa học đầu tiên năm 1968.